# Berejnița, Vijnița
Berejnița (în ucraineană Бережниця, transliterat: Berejnîțea și în germană Bereznitza Skit) este un sat în raionul Vijnița din regiunea Cernăuți (Ucraina), depinzând administrativ de comuna Bănila Rusească. Are 636 locuitori, preponderent ucraineni (ruteni).
Satul este situat la o altitudine de 299 metri, în partea de centru-nord a raionului Vijnița.

## Istorie
Localitatea Berejnița a făcut parte încă de la înființare din regiunea istorică Bucovina a Principatului Moldovei. În anul 1747 a fost ctitorit aici un schit de călugări de către Isac Cocoreanu, în perioada stăpânirii moldovenești (sec. XVII-XVIII). Cu ocazia recensământului realizat de generalul Spleny în 1776, pe teritoriul anexat atunci la Austria, s-a consemnat că Schitul Berejnița deținea 1/16 din satul Bănila pe Ceremuș, arendat lui Gafencu, care plătea în total 130 florini . La acea dată, viețuiau acolo 4 călugări. 
În ianuarie 1775, ca urmare a atitudinii de neutralitate pe care a avut-o în timpul conflictului militar dintre Turcia și Rusia (1768-1774), Imperiul Habsburgic (Austria de astăzi) a primit o parte din teritoriul Moldovei, teritoriu cunoscut sub denumirea de Bucovina. După anexarea Bucovinei de către Imperiul Habsburgic în anul 1775, localitatea Berejnița a făcut parte din Ducatul Bucovinei, guvernat de către austrieci, făcând parte din districtul Vășcăuți (în germană Waschkoutz). 
Autoritățile habsburgice au desființat Schitul Berejnița în baza Ordonanței Imperiale din 19 iunie 1783 a împăratului Iosif al II-lea (1780-1790), trecând toate pământurile și fondurile administrate de Episcopia Rădăuților "sub povățuirea stăpânirii împărătești și a crăieștii măriri" . 
După Unirea Bucovinei cu România la 28 noiembrie 1918, satul Berejnița a făcut parte din componența României, în Plasa Ceremușului a județului Storojineț. Pe atunci, majoritatea populației era formată din ucraineni, existând și comunități de români și de evrei.
Ca urmare a Pactului Ribbentrop-Molotov (1939), Bucovina de Nord a fost anexată de către URSS la 28 iunie 1940, reintrând în componența României în perioada 1941-1944. Apoi, Bucovina de Nord a fost reocupată de către URSS în anul 1944 și integrată în componența RSS Ucrainene. 
Începând din anul 1991, satul Berejnița face parte din raionul Vijnița al regiunii Cernăuți din cadrul Ucrainei independente. Conform recensământului din 1989, nici un locuitor nu s-a declarat de etnie română sau moldovenească . În prezent, satul are 636 locuitori, preponderent ucraineni.

## Demografie
Componența lingvistică a localității Berejnița
     Ucraineană (99,21%)
     Alte limbi (0,78%)
Conform recensământului din 2001, majoritatea populației localității Berejnița era vorbitoare de ucraineană (99,21%), existând în minoritate și vorbitori de alte limbi.
1989: 621 (recensământ)
2007: 636 (estimare)